# Macrosphenus concolor
El picolargo gris (Macrosphenus concolor) es una especie de ave paseriforme de la familia Macrosphenidae propia del África subsahariana.

## Distribución y hábitat
Se lo encuentra en Angola, Benín, Camerún, República Centroafricana, República del Congo, República Democrática del Congo, Costa de Marfil, Guinea Ecuatorial, Gabón, Ghana, Guinea, Liberia, Nigeria, Sierra Leona, Tanzania, Togo, y Uganda.
Su hábitat natural son los bosques bajos húmedos tropicales.